# Ilse Ritter

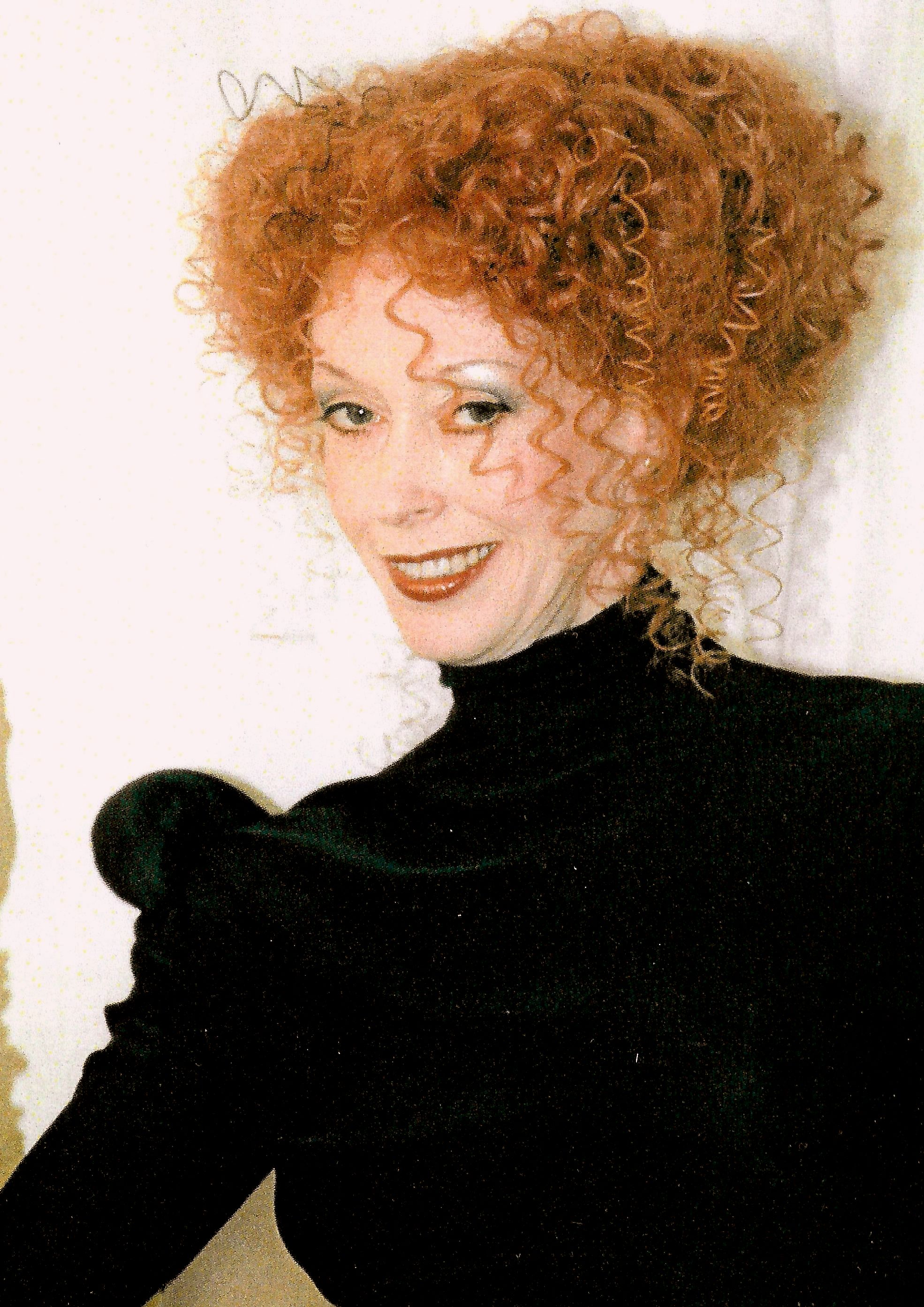
Ilse Ritter als Gräfin Kunigunde von Turneck im Käthchen von Heilbronn, Deutsches Schauspielhaus Hamburg, 1995

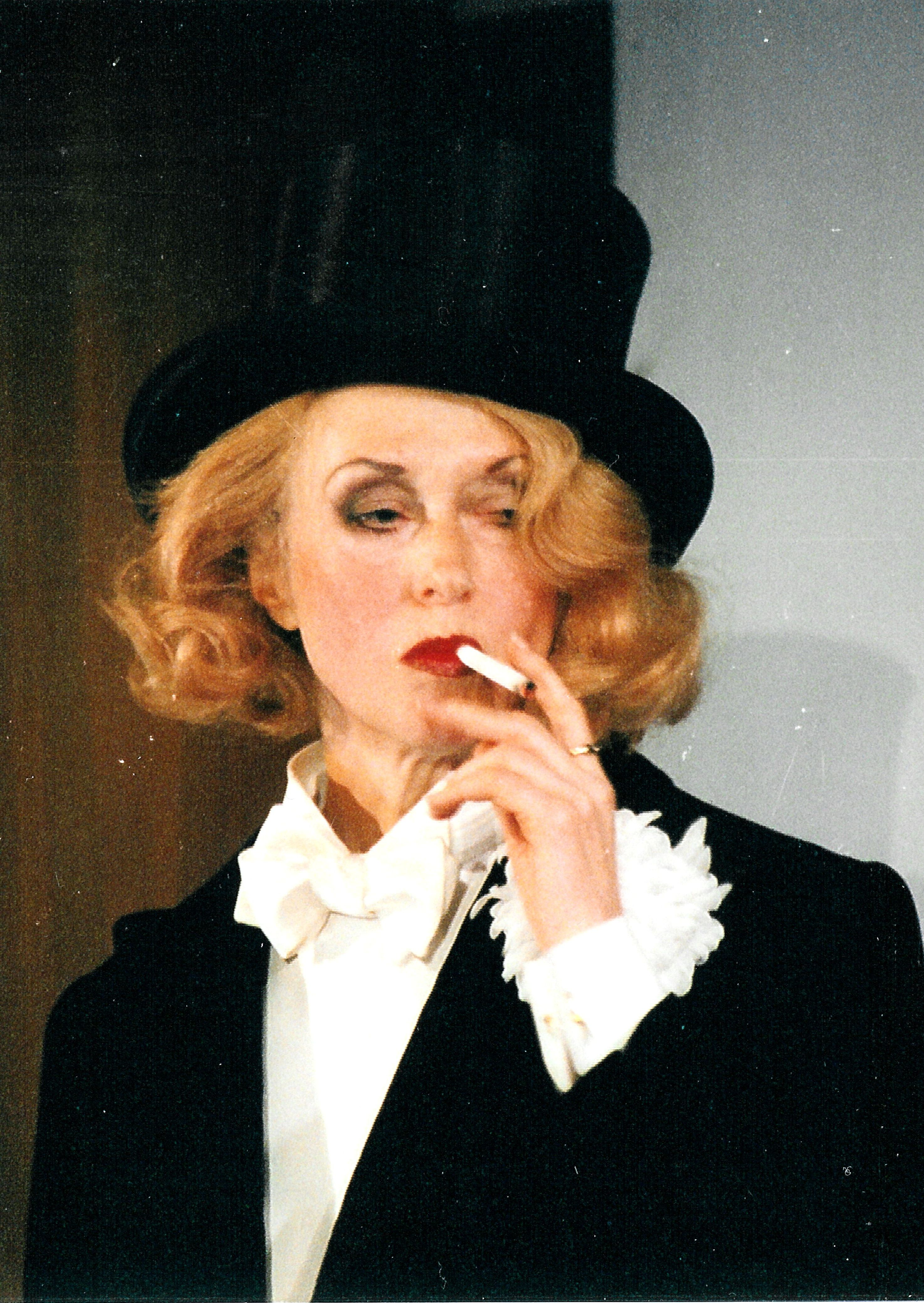
Ilse Ritter unter der Regie von Thea Dorn als Marlene Dietrich in Marleni, Deutsches Schauspielhaus Hamburg, 2000

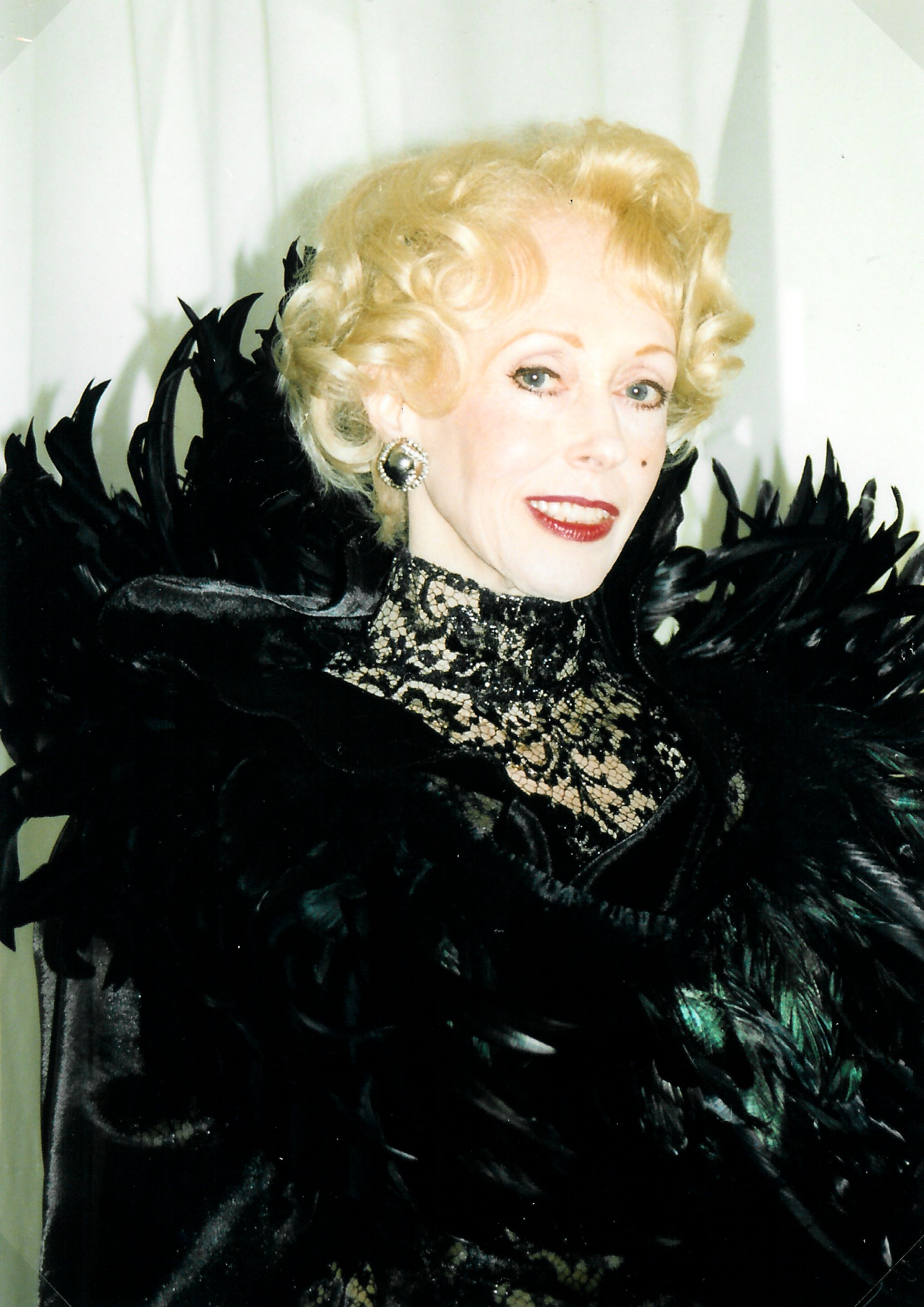
Ilse Ritter in der Rolle der Schauspielerin in Arthur Schnitzlers Reigen, Deutsches Schauspielhaus Hamburg, 2001

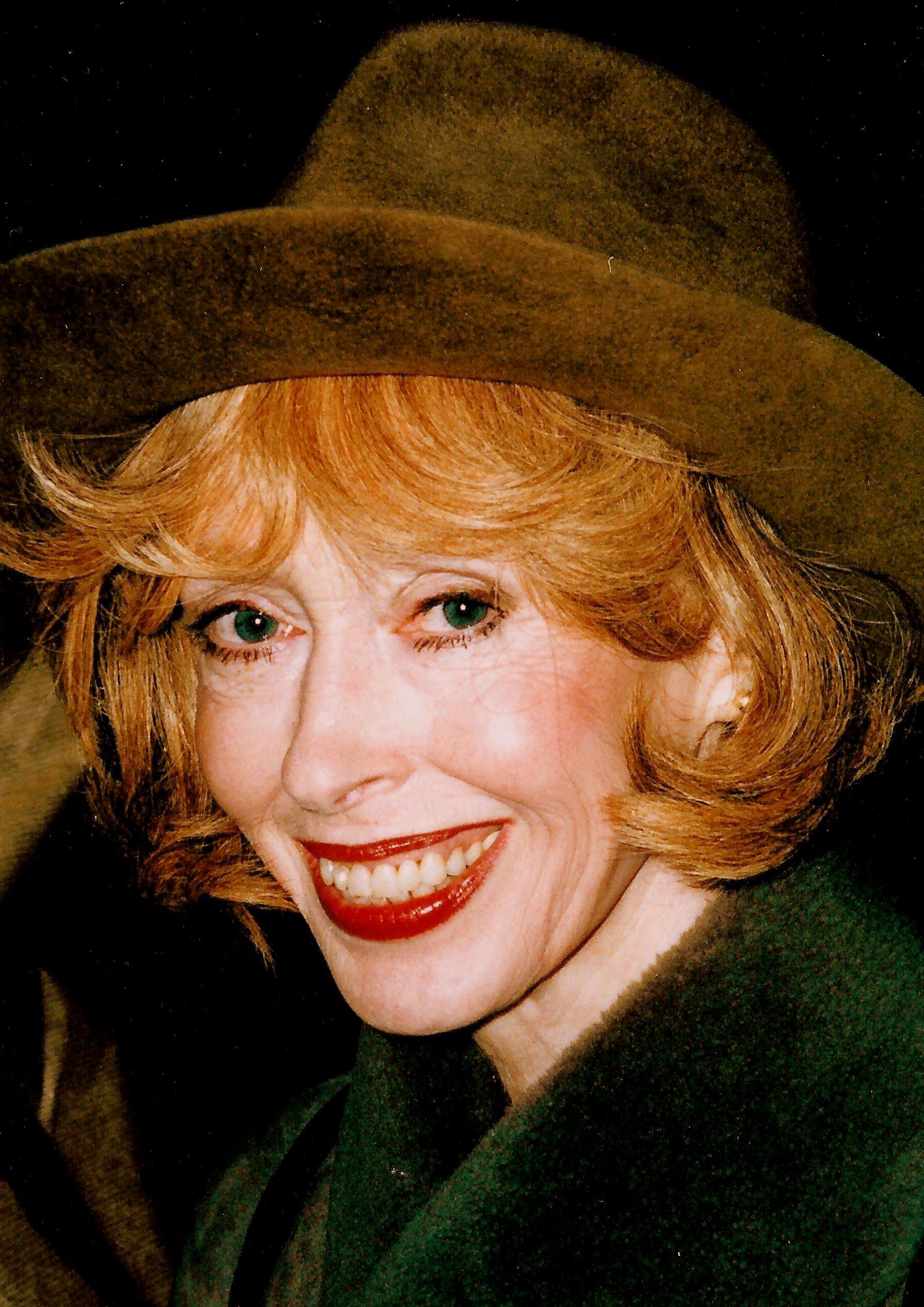
Ilse Ritter in Der Mann des Zufalls (mit Mario Adorf), Renaissance-Theater Berlin, 2002

Ilse Ritter (* 20. Juni 1944 in Schaumburg, heute ein Ortsteil von Rinteln) ist eine der bedeutendsten deutschen Schauspielerinnen. Sie ist für ihre Sprechkunst bekannt und wurde 1985 und 1994 Schauspielerin des Jahres. Sie „gehört seit Jahrzehnten zu den erfolgreichsten Theaterschauspielerinnen des Landes“.

## Leben und Karriere
Ilse Ritter wurde als Tochter des Germanisten, Pädagogen und Autors Heinz Ritter(-Schaumburg) geboren und wuchs zusammen mit zwei Schwestern und ihrem Bruder Hans Martin Ritter im Landkreis Schaumburg auf. Später besuchte sie die Schauspielschule Hannover (spätere Hochschule für Musik und Theater Hannover). Seitdem war sie in zahlreichen Rollen hauptsächlich auf der Bühne, aber auch im Film und Fernsehen zu sehen.
Sie debütierte 1963 am Stadttheater Darmstadt, wo sie bis 1967 engagiert war. Weitere Stationen waren 1968/69 die Wuppertaler Bühnen, 1970 das Staatstheater Stuttgart, 1971 das Deutsche Schauspielhaus in Hamburg, 1972 das Schauspielhaus Düsseldorf und 1973 bis 1977 die Schaubühne in Berlin. Danach spielte sie an verschiedenen Häusern, besonders aber am Schauspielhaus Bochum und am Schauspielhaus Hamburg. Seit 1996 ist sie Mitglied der Freien Akademie der Künste Hamburg und seit 1998 Mitglied der Deutschen Akademie der Darstellenden Künste. Bis 2017 war sie Mitglied des Berliner Ensembles.
Der Schauspielern gegenüber äußerst kritisch eingestellte Thomas Bernhard schrieb ihr sowie den Schauspielern Kirsten Dene und Gert Voss ein eigenes Stück, das 1986 unter der Regie von Claus Peymann bei den Salzburger Festspielen uraufgeführt, dann ins Repertoire des Wiener Burgtheaters aufgenommen und langjährig an verschiedenen Bühnen dargeboten wurde: Ritter, Dene, Voss. Bernhard hatte die Namen der gewünschten Uraufführungs-Schauspieler in den Titel geschrieben, da er wiederholt erlebt hatte, dass seine Stücke nicht mit seinen Wunschkandidaten besetzt worden waren.
Ilse Ritter spielte am Theater bisher in über einhundert Stücken mit, die bis zu einhundertsechzigmal aufgeführt wurden. Unter anderen arbeitete sie dort mit den Regisseuren Hans Bauer, Luc Bondy, Frank Castorf, Thea Dorn, Klaus Michael Grüber, Matthias Hartmann, Armin Holz, Hans Kresnik, Christoph Marthaler, Hans Neuenfels, Claus Peymann, Olivier Py, Falk Richter, Peter Stein, Nicolas Stemann, Jossi Wieler, Wilfried Minks, Robert Wilson und Peter Zadek zusammen.

## Auszeichnungen
- 1973: Förderpreis für Literatur der Landeshauptstadt Düsseldorf[3]
- 1985: Schauspielerin des Jahres
- 1994: Schauspielerin des Jahres
- 2025: Bundesverdienstkreuz am Bande[4]

## Filmografie
- 1966: Tempelchen (TV)
- 1967: Stine (TV)
- 1967: Paradies auf Erden (TV)
- 1967: Ein Mädchenleben für Wind (TV)
- 1968: Napoleon in New Orleans (TV)
- 1970: Die Kunst das Spiel zu spielen (TV), auch bekannt als: Einladung ins Schloß (Originaltitel)
- 1972: Defraudanten (TV)
- 1976: Sommergäste
- 1983: Bella Donna
- 1986: Ein heikler Fall (TV-Serie)
- 1987: Ritter, Dene, Voss (TV)
- 1997: Wolken.Heim (TV)
- 2003: hamlet_X: Polonius Tod (Kurzfilm)
- 2012: Formentera, Drama (TV)